# Catenophoropsis eucalypticola
Catenophoropsis eucalypticola är en svampart som beskrevs av Nag Raj & W.B. Kendr. 1988. Catenophoropsis eucalypticola ingår i släktet Catenophoropsis, divisionen sporsäcksvampar och riket svampar.   Inga underarter finns listade i Catalogue of Life.